# Lista de marcas da Procter & Gamble
Essa é a lista de marcas da Procter & Gamble, uma empresa multinacional de bens de consumo.

## Marcas com vendas líquidas de mais de umUS$1 bilhão nosEstados Unidos
- Ariel, detergente
- Always, absorventes
- Bounty, toalha de papel
- Braun, um pequeno fabricante especializado em barbeadores elétricos, cafeteiras, torradeiras e liquidificadores
- Charmin, toalhas úmidas
- Crest, pasta de dentes
- Dawn, detergente para lavar louças
- Downy, amaciante de roupas
- Febreze, eliminador de odores
- Gilette, lâminas de barbear
- Head & Shoulders, xampu para cabelos
- Iams, ração animal
- Olay, higiene pessoal
- Old Spice, desodorantes masculinos
- Oral-B, higiene bucal
- Pampers, fraldas descartáveis
- Pantene, xampu e outros produtos para cabelos
- Tampax, absorventes
- Tide ou Ace, sabão para roupas e removedor de manchas
- Vicks ou Vick, xaropes para tosse, descongestionante nasal